# Còlit afroalpí
El còlit afroalpí (Pinarochroa sordida) és una espècie d'ocell de la família dels muscicàpids (Muscicapidae) i única espècie del gènere Pinarochroa, si bé fins fa poc ha estat inclòs a Cercomela.

## Hàbitat i distribució
Habita zones rocoses i praderies d'alta muntanya de l'Àfrica oriental, a Etiòpia, Kenya, zona limítrofa de l'est d'Uganda i nord-est de Tanzània. El seu estat de conservació es considera de risc mínim.

## Taxonomia
Inclòs tradicionalment al gènere Cercomela, el Congrés Ornitològic Internacional l'inclou al gènere monoespecífic Pinarochroa, arran els treballs de Aliabadian et al. 2012.
 S'han descrit quatre subespècies:
- P. s. ernesti Sharpe, 1900. Kenya i Uganda.
- P. s. hypospodia Shelley, 1885. Mont Kilimanjaro.
- P. s. olimotiensis Elliott HFI, 1945. Massís de l'Ngorongoro, al nord de Tanzània.
- P. s. sordida (Rüppell, 1837). Etiòpia.